# More danico
Frasen more danico på medeltida latin är ett juridiskt uttryck som kan översättas som på danskt sätt eller enligt norröna sedvanerätt. Det betecknar en typ av traditionellt germanskt bröllop som praktiserades i norra Europa under medeltiden.